# 1519
1519 (MDXIX) fue un año común comenzado en sábado del calendario juliano.

## Acontecimientos

### Febrero
- 10 de febrero: los españoles Hernán Cortés y Pedro de Alvarado parten hacia México con una expedición de 600 hombres bajo las órdenes de Diego Velázquez de Cuéllar, gobernador de la isla de Cuba.
- 18 de febrero: Hernán Cortés, con una flota de once naves y un millar de hombres, emprende en La Habana su gran expedición para conquistar México.

### Marzo
- El duque de Híjar encarga a los franciscanos la organización de la Semana Santa. Hoy, 500 años después, está declarada de Interés Turístico Internacional y Patrimonio Inmaterial de la Humanidad por la UNESCO.
- 12 de marzo: en México, Hernán Cortés desembarca en la Punta de los Palmares (Tabasco), iniciándose así la famosa Batalla de Centla donde se usa el caballo por primera vez en una guerra en América
- 25 de marzo: en Tabasco, Hernán Cortés funda la villa de Santa María de la Victoria, la primera localidad española en territorio continental de América, y se lleva a cabo también la primera misa cristiana del continente, oficiada por fray Bartolomé de Olmedo.

### Abril
- 22 de abril: en México, Hernán Cortés funda la ciudad y cabildo de la Villa Rica de la Veracruz.

### Mayo
- 2 de mayo: Muerte de Leonardo da Vinci.
- 17 de mayo: Se crea la diócesis de Paria con sede episcopal en Cumaná siendo nombrado obispo Pedro Barbirio, amigo de Erasmo de Róterdam y familiar de Adriano VI.
- 28 de mayo: Muere Bernardo Bembo en Venecia.

### Junio
- 28 de junio: Carlos V es elegido emperador del Sacro Imperio Romano Germánico.
- Salida de los enviados de Cortés a España

### Agosto
- 10 de agosto: Zarpó desde Sevilla una flota de cinco navíos: Santiago, San Antonio, la Concepción, Trinidad y Victoria, capitaneados por los navegantes Don Fernando de Magallanes y Don Juan Sebastián Elcano, expedición española que realizó la primera circunnavegación del planeta.
- 15 de agosto: en la actual Panamá, el español Pedrarias Dávila funda la aldea Panamá, primera ciudad española en el Pacífico americano.

### Julio
- 4 de julio: en Leipzig, en la actual Alemania, Martín Lutero gana el Debate de Leipzig contra Johann Eck.

### Septiembre
- 20 de septiembre: Fernando de Magallanes zarpa de Sanlúcar de Barrameda e inicia su viaje alrededor del mundo.
- 23 de septiembre: Hernán Cortés entra en Tlaxcala.

### Octubre
- 18 de octubre: en Cholula, el español Hernán Cortés perpetra la Matanza de Cholula.

### Noviembre
- 4 de noviembre: en el Reino de Valencia comienza la revuelta de las germanías.
- 6 de noviembre: Hernán Cortés y el ejército español se aposentan en Iztapalapa, antesala de Tenochtitlan.
- 8 de noviembre: Encuentro entre Moctezuma II  y Hernán Cortés.
- 7 de noviembre: Primer manifiesto de los jefes comuneros de Toledo a los castellanos contra la política de Carlos I de España.
- 13 de noviembre: en Henan (China) se registra un terremoto de 5 grados en la escala sismológica de Richter.

### Diciembre
- 13 de diciembre: en la actual Brasil, Magallanes entra en Río de Janeiro.

### Sin fecha específica
- Juan Ecolampadio publica su obra Canonici indocti, en la que hace una apología de las doctrinas de Martín Lutero.
- El explorador Pascual de Andagoya fundó la capital de Panamá.

## Arte y literatura
- Maquiavelo: Discursos sobre la década de Tito Livio.

## Nacimientos
- 15 de febrero: Pedro Menéndez de Avilés, Almirante de la Armada Española de la Carrera de Indias, primer gobernador español de Florida y gobernador de Cuba.
- 31 de marzo: Enrique II, rey francés.
- 13 de abril: Catalina de Médici, reina francesa (f. 1589).
- 12 de junio: Cosme I de Médici, duque toscano (f. 1574).
- 20 de julio: Inocencio IX, papa italiano (f. 1591).
- Camilla Peretti, aristócrata romana, hermana del papa Sixto V (f. 1605).
- Imagawa Yoshimoto, Daimio del periodo Sengoku (f.1560).

## Fallecimientos
- 12 de enero: Maximiliano I de Austria, emperador germánico (n. 1459).
- 15 de enero: Vasco Núñez de Balboa, explorador español (n. 1475).
- 2 de mayo: Leonardo da Vinci, pintor, científico y escritor italiano.
- 28 de mayo: Muere Bernardo Bembo en Venecia (n. 1433).
- 24 de junio: Lucrecia Borgia, hija del papa Alejandro VI (n. 1480).
- Ambrosius Holbein, pintor alemán.
- Domenico Fancelli, escultor italiano.